# Hovamyia monilifera
Hovamyia monilifera är en tvåvingeart som först beskrevs av Alexander 1920.  Hovamyia monilifera ingår i släktet Hovamyia och familjen småharkrankar.
Artens utbredningsområde är Madagaskar. Inga underarter finns listade i Catalogue of Life.